# Polder van de weduwe de Vries en Rozema
De Polder van de weduwe de Vries en Rozema (ook bekend als Polder Rozema) is een voormalig waterschap in de Nederlandse provincie Groningen.
Het waterschap, dat twee ingelanden had, was gelegen tussen het voormalige Hoendiep (het tegenwoordige Van Starkenborghkanaal) en het Hoerediep aan weerszijden van het Nieuwe Poeldiep, de vaarverbinding tussen de beide kanalen. Ten oosten van de polder lag de Zwakkenburger- en Ellersvelderpolder, ten westen de Heslingapolder. Het schap krijgt in 1931 een bemalingsvergunning van Gedeputeerde Staten. Het gebied wordt dan echter al tientallen jaren bemalen door een tjasker die zijn water uitsloeg op het Hoerediep. In 1931 wordt deze vervangen door een centrifugaalpomp.
Bij de aanleg van het Nieuwe Poeldiep werd het waterschap in tweeën geknipt. Beide helften werden met elkaar verbonden door middel van een onderleider.
Waterstaatkundig gezien ligt het gebied sinds 1995 binnen dat van het waterschap Noorderzijlvest.